# Kinyongia vanheygeni
El camaleón de Van Heygen (Kinyongia vanheygeni) es una especie de reptil (en este caso un camaleón) de la familia Chamaeleonidae. Esta especie fue fotografiada por primera vez por el gerente de la compañía canadiense de reptiles "Exo Terra", Emmanuel Van Heygen. Pero el animal fue visto por primera vez y agarrado por unos campesinos autóctonos en la primavera del año 2005, en las montañas de Poroto, en el sur de Tanzania. El animal era un ejemplar subadulto. Pero el ejemplar que fotografió Van, era un adulto, encontrado en el bosque de Ngozi, cerca del cráter Ngozi, en el noviembre del año de 2008. Desde entonces, esta especie se convirtió en el tercer descubrimiento de una nueva especie que el equipo de Exo terra, tuvo durante esa expedición en Tanzania.